# Kernfloden
Kernfloden (engelska: Kern River) är en flod i Kalifornien i USA. Den är uppskattningsvis 270 kilometer lång.